# Antonino Calderone
Antonino Calderone (Catania, 24 ottobre 1935 – 10 gennaio 2013) è stato un mafioso e collaboratore di giustizia italiano.

## Biografia
Dal 1962 è stato un boss mafioso della prima "famiglia" della città di Catania, fondata dallo zio Antonino Saitta, ed è il fratello minore del boss Giuseppe Calderone, mentre continuava a svolgere la sua attività di imprenditore, principalmente come titolare di una stazione di servizio di carburanti, prima a Giarre e poi a Catania. Materialmente non è responsabile di omicidi (anche se in qualche modo ha assistito a 7 omicidi come da lui stesso ammesso), cosa che lo rendeva malvisto agli occhi di alcuni membri delle cosche catanesi. Tuttavia il prestigio di cui godeva il fratello Giuseppe, detto Pippo (membro della commissione regionale di Cosa Nostra) gli consentì di essere di fatto un potente boss mafioso e di controllare gli affari catanesi fino al settembre 1978, quando Nitto Santapaola decise di far uccidere Pippo, che si era posto contro i Corleonesi.
In seguito all'assassinio del fratello, Antonino fu di fatto estromesso dagli affari della famiglia catanese. Dovette a breve fuggire dall'Italia e andò in Francia dove per qualche anno mise in piedi una piccola attività di lavanderia. Fu arrestato proprio in Francia e nel 1986, nel carcere di Nizza, dopo alcuni mesi di galera, decise di collaborare con la Giustizia e di sottoporre quindi al programma di protezione se stesso e la sua famiglia. Fu tra i più importanti fornitori di informazioni sulla mafia catanese, in particolare sulle relazioni tra i quattro cavalieri dell'apocalisse mafiosa e Santapaola. Muore nella località segreta oltreoceano in cui risiedeva da anni sotto falsa identità il 10 gennaio 2013, all'età di 78 anni.

### La collaborazione con Giovanni Falcone e le conseguenze
Giovanni Falcone in persona si recò più volte nel carcere della Bouvette di Marsiglia per ascoltare le clamorose rivelazioni di Calderone, che riempirono 875 pagine di verbali e ricostruirono con dovizia di dettagli l'organigramma della "famiglia" di Catania, le modalità organizzative delle altre “famiglie” e delle “province” di tutta la Sicilia nonché i legami politici ed economici di Cosa Nostra e raccontò diversi efferati delitti, confessando tra l'altro di aver partecipato all'omicidio di quattro ragazzini, strangolati e gettati in un pozzo perché "colpevoli" di aver scippato la madre di Nitto Santapaola: tali dichiarazioni consentirono all'Ufficio istruzione di Palermo di emettere 160 mandati di cattura per omicidio e associazione a delinquere di stampo mafioso portati a termine nel maxi-blitz del 10 marzo 1988 che colpì soggetti di diverse province siciliane (Catania, Palermo, Agrigento, Caltanissetta ed Enna). L'indagine sulle rivelazioni di Calderone causò una spaccatura tra il capo dell'Ufficio istruzione Antonino Meli e il giudice Falcone, che si acuì quando nel marzo 1989 Meli decise di smembrare l'inchiesta in undici tronconi ed affidarla ai vari distretti giudiziari competenti per territorio, in contrasto con la tesi dei giudici del pool antimafia sull'unitarietà di Cosa Nostra, scelta che causò numerosi dibattiti e polemiche.
Nel 1989 Calderone venne ascoltato come testimone nel giudizio d'appello del Maxiprocesso di Palermo. Le dichiarazioni di Calderone ebbero ampio risalto sui giornali dell'epoca, in particolare nella parte riguardante i rapporti tra mafia e politica (infatti accusava anche i potenti deputati siciliani Aristide Gunnella e Salvo Lima), tanto che nel marzo 1988 furono arrestati i giornalisti Attilio Bolzoni de La Repubblica e Saverio Lodato de L'Unità per aver pubblicato ampi stralci dei verbali coperti da segreto istruttorio ma vennero in seguito prosciolti da ogni accusa. Ai giornali, Calderone, molto colpito dalla personalità e dignità del magistrato, dichiarò "Ho collaborato con Falcone perché è uomo d'onore". In seguito alle proprie rivelazioni, Calderone venne estradato dalla Francia e scontò tre anni in isolamento nel carcere di Rieti finché nel 1991 abbandonò definitivamente l'Italia per raggiungere la moglie e i figli in una località segreta all'estero e sfuggire così alla vendetta di Cosa Nostra, ma non mancò di far arrivare un ultimo messaggio, particolarmente significativo, proprio a Falcone:
Nello stesso anno, il giudice istruttore di Catania Luigi Russo assolse alcuni indagati "eccellenti" dell'inchiesta Calderone, i potenti imprenditori catanesi Carmelo Costanzo e Gaetano Graci, con la motivazione che le accuse del pentito si erano rivelate insufficienti ai fini di una condanna per associazione mafiosa e gli imprenditori non sarebbero stati complici ma costretti a subire la "protezione" del clan Santapaola per necessità.

## Gli uomini del disonore
Nel 1991 il sociologo Pino Arlacchi (consulente della Commissione parlamentare antimafia) incontrò molte volte in località protetta (con il permesso e l'aiuto della polizia) Antonino Calderone, che era in procinto di espatriare dall'Italia con una nuova identità: i lunghi colloqui con il collaboratore di giustizia portarono alla stesura del libro-confessione Gli uomini del disonore, che venne pubblicato l'anno successivo da Arnoldo Mondadori Editore e riscosse un grosso successo editoriale anche cavalcando l'onda emotiva del dopo-stragi Falcone e Borsellino. Nel libro, Calderone ripercorre la storia della sua vita e della sua famiglia, l'inserimento in Cosa Nostra, le sue crudeli regole e rituali, i conflitti all'interno della "famiglia" catanese e dell'intera organizzazione in generale, l'ascesa dei Corleonesi e di Santapaola, gli efferati omicidi e i rapporti con la politica e l'imprenditoria.